# 多米努瓦
多米努瓦（法語：Dominois，法語發音：[dɔminwa]）是法国上法蘭西大區索姆省的一个市镇，属于阿布维尔区。

## 地理
多米努瓦（50°19'53"N, 1°51'9"E）面积6.15 平方千米，位于法国上法蘭西大區索姆省，该省份为法国北部沿海省份，北起加来海峡省和北部省，西接滨海塞纳省和大西洋英吉利海峡，南至瓦兹省，东临埃纳省。
与多米努瓦接壤的市镇（或旧市镇、城区）包括：杜里耶、阿尔古勒、蓬什埃斯特吕瓦勒、维龙绍。
多米努瓦的时区为UTC+01:00、UTC+02:00（夏令时）。

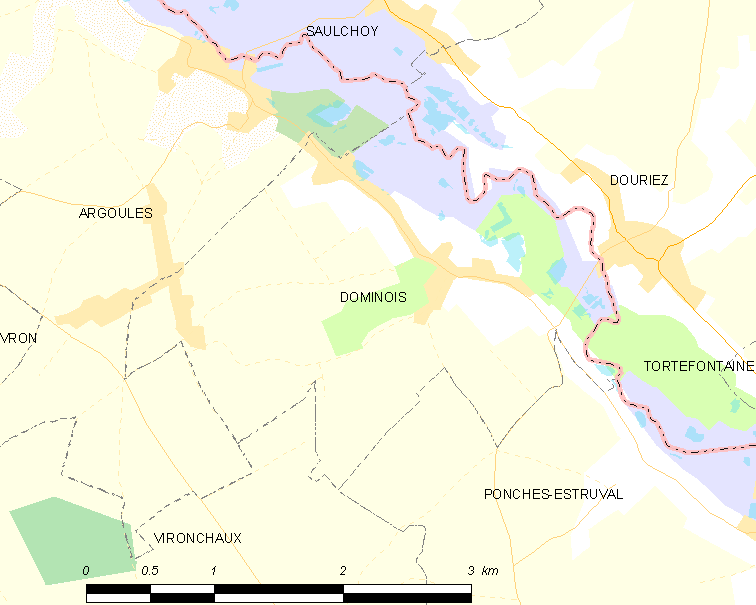
多米努瓦的OSM定位图

## 行政
多米努瓦的邮政编码为80120，INSEE市镇编码为80244。

## 政治
多米努瓦所属的省级选区为吕镇县。

## 人口

1962-2008年间多米努瓦人口变化图示

多米努瓦于2022年1月1日时的人口数量为170人。